# 指形隙蛛
指形隙蛛（学名：Coelotes digitusiformis）为暗蛛科隙蛛属的动物。在中国大陆，分布于湖南等地。该物种的模式产地在湖南。